# Wang Junli

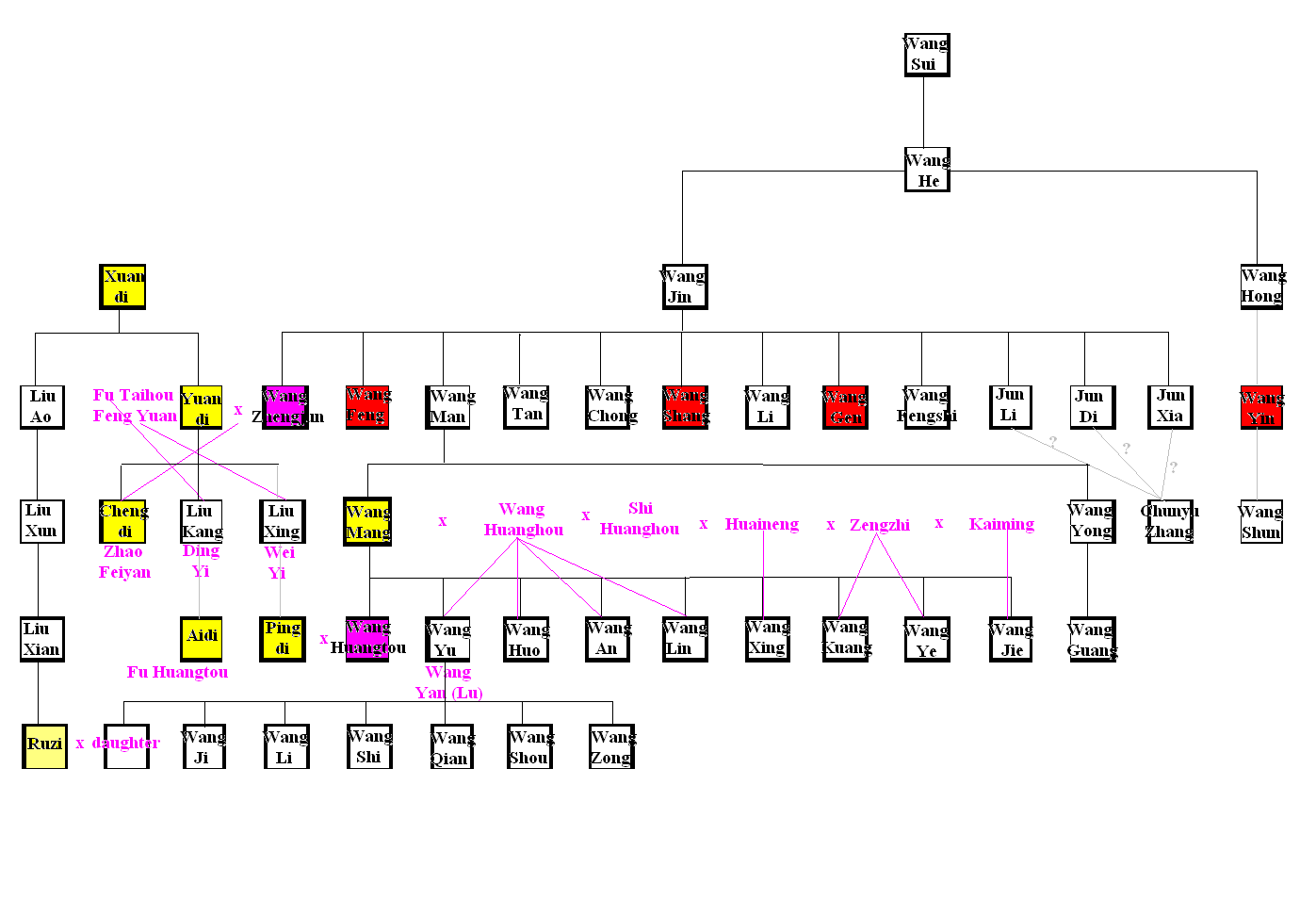
Stamboom van de familie Wang

Wang Junli (†?) was een tante van de latere keizer Wang Mang en een dochter van Wang Jin, vader van de latere keizerin-weduwe Wang Zhengjun. Omdat de naam van de moeder van Wang Junli, net als die van drie andere dochters van Wang Jin (Wang Ruo, Wang Junxia en Wang Jundi) niet is vermeld, is het onduidelijk of Wang Junli een zuster of een halfzuster van Wang Zhengjun was. In ieder geval behoorde zij tot de familie die aan het einde van de Westelijke Han-dynastie (en onder de Xin-dynastie) de feitelijke politieke macht bezat.
In het jaar 4 (na Chr.) ontving zij de titel Guanghui jun (廣惠君), met de daarbij horende landgoederen. Wang Junli was getrouwd met een lid van de Sima-clan (司馬). Toen bleek dat zij een seksuele relatie had gehad met een neef van Du Qin (杜欽), een adviseur onder Wang Feng veroorzaakte dat een schandaal. Wang Feng was een (half?)broer van Wang Junli en tussen 33 en 22 v.Chr. opperbevelhebber (Da Sima, 大司馬). Du Qin besloot hierop zijn staatsfuncties neer te leggen.
Haar biografie bevindt zich in juan 98 (biografie van Wang Zhengjun) van het Boek van de Han. Noch haar geboortejaar, noch dat van haar overlijden zijn daar vermeld.